# El Khawa
El Khawa (arabe : الخاوة, français : Les Frères) est une série télévisée algérienne, réalisée par Madih Belaïd. diffusée 27 mai 2017 au 14 juin 2018 sur El Djazairia One.

## Synopsis
La série raconte l'histoire de la famille des frères Mestfaoui et les problèmes familiaux et matériels qui se posent à eux à cause du mystère enfoui depuis plus de 20 ans, révélé après la mort de leur père, riche et célèbre homme d'affaires qui a laissé un grand héritage à l'intérieur et à l'extérieur du pays.

## Distribution

### Acteurs principaux
- Hassan Kechache : Hassan Mestfaoui
- Djamal Ghouti : Karim Mestfaoui (saison 1)
- Chehrazade Kracheni : Sarah Kinaz (Mestfaoui)
- Fazia Tighourti : Djazia Mestfaoui
- Zahra Harkat : Yasmine Mestfaoui
- Shirine Boutella : Amina Mestfaoui
- Manel Djaafar : Manel Mestfaoui
- Souhila Maalem: Sabrina (saison 2)
- Farida Aouka : Françoise (Farida) Kinaz (saison 1)
- Yasmine Ammari : Lydia (saison 2)
- Mohamed Reghis : Farid (saison 2)
- Idir Benaibouche : Nabil (saison 2)
- Slimane Dazi : Slimane (saison 2)
- Djemel Barek : Azzedine (saison 2)

### Acteurs récurrents
- Amine Mimouni : Khaled Mestfaoui
- Khaled Ben Aïssa : Rahim
- Abdelhak Ben Maaroub : Athmane
- Abdennour Chelouche : Abdellah
- Mohamed Khassani : Tarek
- Malek Yaakoub : Merouane
- Ahmed Meddah : Samir
- Chafia Boudriou : Fatima
- Mouni Boualem : Djamila
- Ammar Snikri : Abdou
- Fouad Zahed : Ammar
- Mourad Yekkour : Hamza
- Aida Ababssa : Rabia

### Invités d'honneurs
- Ahmed Ben Aïssa : Abdelkader Mestfaoui
- Aida Kechoud : Khedaouedj

## Fiche technique
- Titre original : الخاوة
- Titre en français : Les Frères
- Réalisation : Madih Belaïd
- Scénario : Sara Berretima
- Casting : Amina Nassima Hannachi Meriem Laib Karima Kechida Boutoutou Nassim
- Décors : Amal Erezki
- Costumier : Bourechache Faiz
- Photographie : Hassan Elamri
- Musique : Mehdi Mouelhi
- Script : Amna Essamet
- Ingénieur du son : Wassim Etrabelssi
- Sociétés de production : Wellcom Advertising
- Société(s) de distribution : El Djazairia One (télévision - Algérie)
- Pays d'origine :  Algérie
- Langue originale : arabe
- Format : couleur - HDTV - son stéréo
- Genre : Dramatique
- Durée : 42 minutes

### Tournage
La série a été tournée dans plusieurs villes, en Algérie ou à l'étranger, elle s'est déroulée à Alger.

## Récompenses
Saison 1
- Hilal Ramadhan Awards 2017 :

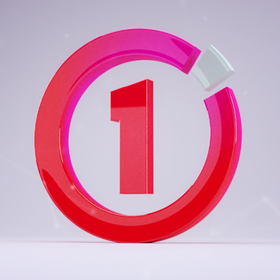
Logo original du réseau El Djazairia One, sur laquelle la série الخاوة a été diffusée.

  - Meilleure série télévisée dramatique.
- Murex d'or 2018:
  - Meilleure série télévisée dramatique maghrébins.

Saison 2
- Hilal Ramadhan Awards 2018 :
  - Meilleure série télévisée dramatique.
- Générique d'or 2018:
  - Meilleure série télévisée dramatique algérienne.